# Montenegro op de Olympische Jeugdwinterspelen 2012
Montenegro was een van de landen die deelnam aan de Olympische Jeugdwinterspelen 2012 in Innsbruck, Oostenrijk.

## Deelnemers en resultaten
(m) = mannen, (v) = vrouwen 

### Alpineskiën
| Olympiër         | Onderdeel        | Resultaat | Prestatie                           |
| ---------------- | ---------------- | --------- | ----------------------------------- |
| Milena Radojicic | reuzenslalom (v) | 41e       | 2.23,79 (+27,66) (1.12,80, 1.10,99) |
| Milena Radojicic | slalom (v)       | 19e       | 1.34,46 (+14,70) (49,46, 45,00)     |